# Pause für Wanzka oder Die Reise nach Descansar
Pause für Wanzka oder die Reise nach Descansar ist der Titel eines 1968 publizierten Romans des Schriftstellers Alfred Wellm. Erzählt wird die Geschichte eines Lehrers, der Anfang der 1960er Jahre in der DDR die individuelle Förderung der Kinder propagiert und damit in Konflikt gerät zur Ideologie der Volksbildung zum Kollektiv.

## Überblick
Nach seiner Pensionierung will Gustav Wanzka endlich seine immer wieder aufgeschobene Reise zum Fischerdorf Descansar (spanisch: Ruhe) am nördlichen Meer antreten. Stattdessen schreibt er seine Erinnerungen an seine vierjährige Tätigkeit als Lehrer einer kleinen Stadtschule im Gebiet der Mecklenburgischen Seenplatte auf. Eingeschaltet in seine Memoiren sind Rückblicke auf seine Kindheit beim Großvater, seine erste Lehrerzeit in der Weimarer Republik und auf seinen Entschluss, sein Amt als Schulrat aufzugeben und sein Bildungsideal an einer Schule umzusetzen. Im Zentrum seines Interesses steht die Förderung des mathematisch hochbegabten Schülers Norbert Kniep, und das führt zu Konflikten mit dem an der Erziehung zum Kollektiv und entsprechend diszipliniertem Verhalten orientierten Kollegium.
Die beiden Teile des Romans enden jeweils mit Wanzkas Niederlage. Er findet sich damit aber nicht ab und unternimmt nach seiner Pensionierung anstatt seiner lange geplanten Reise einen Alleingang an den Institutionen vorbei und verhilft Norbert zum Besuch einer Oberschule. Parallel zum Streit um das bessere Schulsystem entwickelt sich die Rivalität mit seinem ideologischen Kontrahenten Seiler um die Junglehrerin Marlott Sommerfeld, die sich am Ende für Wanzkas Pädagogik entscheidet.

## Handlung

### Vorgeschichte
Gustav Wanzkas Verständnis für Norbert und die anderen Landkinder hängt mit seiner eigenen Biographie zusammen. 1900 geboren, wurde er von seinem Großvater, dem „Heiden“, geprägt. Der Fischer brachte ihm am Haff das Fischen und den Krähenfang bei. Zugleich öffnete er ihm mit drei Lexikonbänden die geistige Welt (Kap. 1). Er träumte davon, dass sein Enkel einmal Wissenschaftler werden würde, und war mit dessen Berufswahl nicht zufrieden.
Wanzka deutet die erste Phase als Lehrer nur an: Orientierung an der Reformpädagogik Kerschensteiners. Förderung des mathematisch begabten Schülers Martin, der im Zweiten Weltkrieg ums Leben kam, Ehe mit Anka. Entlassung 1933, weil er nicht dem NS-Lehrerbund beitreten wollte. Umzug mit seiner Frau ins Fischerhaus seines inzwischen gestorbenen Großvaters. Tod Ankas am Ende des 2. WKs. Wanderung von Dorf zu Dorf, Arbeit auf dem Bau, dann als Landvermesser. Eintritt in die Kommunistische Partei. Im Winter 1946, Versuch, über einen Lehrgang für Neulehrer wieder in den Schuldienst zu kommen. Entlassung wegen seiner falschen Altersangabe. Der russische Schuloffizier Norwikow entdeckt die Gemeinsamkeit ihrer pädagogischen Vorstellungen und stellt ihn als Schulrat ein (Kap. 9). Nach 15-jähriger Tätigkeit wünscht er sich, mit 61 Jahren wieder als Mathematiklehrer Kinder zu unterrichten (Kap. 2,) und wird vom Leiter der Behörde Zibulka der Schule in Mirenberg zugeteilt.

### Wanzkas Bildungsideal und sein Traum von der Entdeckung eines zweiten Einstein
Wanzka (Sanskrit „vancha“  = Wunsch) hat sich die Förderung der individuellen Begabung der Kinder als Ziel gesetzt: „Jedes Kind hat seinen guten Stein. Es geht nun darum, ob man ihn entdeckt. Ich bin übervoll von Selbstzutrauen. Ich rede mir ein, dass ich in jede Kinderseele blicken kann […] Aber angenommen […] du fändest wieder einen Mathematiker?“ (Nr. 7). Er fühlt sich wieder jung und will den Schülerinnen und Schülern auf der kindlichen Ebene begegnen: er fängst wie die Jungen Sperlinge als Eulenfutter, erzählt, wie er als Kind Krähennester ausgeräumt und die Jungen getötet hat, und erhält dafür im Kollegium den Spottnamen „Krähenbeißer“. Er nimmt die Schüler in Schutz, lügt für sie, um sie vor Strafen zu bewahren, v. a. für das von ihm entdeckte Mathematik-Genie Norbert. In Norbert, den Wanzka wegen des häufig gebrauchten Wortes „Konsequent“ nennt, sieht er sich selbst als Kind. Seiner Sozialisation durch den Fischer-Großvater entspricht die Bindung des Jungen an den Nachbarn, den Schuhmacher „Meister Jeromie“ in Domjüch-Mühle, der ihn schon als Kind durch seine erlebten sagenhaften Seefahrergeschichten beeindruckt hat und ihn zu einer Lehre überreden will.
Norberts Mutter arbeitet in der Genossenschaft und hat wenig Zeit für den Sohn (Kap. 5). Wanzka entdeckt ihn, als er sich allein auf dem Bahngelände herumtreibt Er versucht ihn in ein Gespräch zu ziehen und findet langsam Zugang zu ihm. Als der Zehnjährige nach dem „toten Punkt“ einer Lokomotive fragt, entdeckt Wanzka sein Interesse für technische Probleme und Berechnungen (Kap. 2). Er überredet den Schulleiter–Stellvertreter Bartuleit die schon vorbereitete Unterrichtsverteilung zu ändern und ihn als Klassenlehrer der 5c, Norberts Klasse, einzusetzen. Die Förderung des Kindes wird für ihn zur Hauptmotivation seiner Arbeit und dessen Aufstieg zum Nobelpreisträger zur fixen Idee.
Wanzka unterrichtet phantasievoll nach spontanen Einfällen (Kap. 4) und verwirrt dadurch den fleißig nach erlernten Mustern operierenden Klausgünther, den Neffen des Optikers der Stadt. Die Kinder sollen Verantwortung übernehmen und selbst entscheiden, z. B. wann der Papierkorb in den Hof gebracht und entleert werden muss. Er provoziert sie zu Diskussionen über eine vereinfachte Heraklit-Hypothese, alles sei Feuer. Die dadurch entstehende Lautstärke und Unruhe nimmt er in Kauf, auch dass die Schüler diese Freiheiten bei seinen Kollegen ausprobieren und deren Ordnungssystem durcheinanderbringen. Verschmutzte Schulbücher und Atlanten sind ihm, da sie Gebrauchsspuren zeigen, lieber als kaum benutzte und deshalb sauber erhaltene. Er vertritt diese Auffassung laut im Lehrerzimmer. So gewinnt er zwar das Vertrauen der Kinder, gerät dafür aber in Streit mit den Kollegen, die anderer Meinung sind und sich bei der Schulleitung über ihn beklagen (Kap. 7).
Wanzka will den Schülerinnen und Schülern lebensnahe Aufgaben stellen mit realistischen Zahlen. Die besorgt er sich beim Kreisamt in Neuleppin von seinem ehemaligen Kollegen, dem Planungsvorsitzenden Hey. Dieser ist zuerst misstrauisch, freut sich dann aber am Interesse an seinen Zahlen (Kap. 7).
Ohne Wissen der Schulleitung richtet Wanzka sich mit Hilfe des Hausmeisters Pikors eine Kammer auf dem Dachboden der Schule ein (Kap. 4), bastelt dort Anschauungsmaterialien wie Quader und Pyramiden oder Parabelfolien für den Tafelanschrieb. Parteigenosse Pikors weiß viel über die Schule zu erzählen und lässt Wanzka hinter die Kulissen schauen: Ereignisse aus der Vergangenheit, z. B. Disziplinschwierigkeiten mit aufsässigen Jungen. Die Bodenkammer wird Wanzkas Rückzugs- und Vorbereitungsraum. Dort trägt er in die 31 Schülerhefte der 5c Beobachtungen über die Persönlichkeit der Schülerinnen und Schüler ein. Sein Traum ist es, einen berühmten Mathematiker zu entdecken. Er glaubt ihn in „Konsequent“ gefunden zu haben, fördert ihn und richtet seinen Unterricht an ihm aus. Zugleich hat er ein schlechtes Gewissen, den fleißigen, aber wenig kreativen Klausgünther zu wenig zu beachten (Kap. 5).

### Wanzkas Streit mit der Pädagogik des Kollegiums
Wanzka erlebt nun die Schule nicht mehr aus der Perspektive des Schulrats und der Schulverwaltung, d. h. aus den Akten und von gelegentlichen Schulbesuchen her, sondern aus den Alltagssituationen der Lehrerinnen und Lehrer, die das Jahr über 78 Pläne zu beachten haben, die alle zeitaufwändig in Versammlungen und Konferenzen kollektiv beraten wurden (Kap. 7). Einerseits kritisiert er die Pläne: In allen amtlichen Berichten fehle, der „Punkt, in dem es um die Liebe geht, die Liebe zu den Kindern. […] Ein Bericht über die Lehrerleidenschaft? Über die Neugier eines Klassenlehrers? […] Es liegt in der Natur der Dinge, dass man darüber nicht berichten kann; das Wichtigste hat den purpurnen Mantel um, so ist es unantastbar für Berichte“ (Nr. 32). Deshalb werde es in den Plänen nicht aufgeführt. Andererseits vermisst Wanzka die zu geringe Beobachtung und Förderung des einzelnen Kindes durch das heterogene Lehrerkollegium. In seiner Beschreibung konzentriert er sich auf folgende Personen:
- Rektor Zabel: diensteifrig, aber im Auftreten schwach wirkend
- Konrektor Richard Bartureit:, bürokratischer Administrator, kennt alle Regeln und Verordnungen des Schulamtes genau, achtet auf Ordnung, möchte zum Schulrat aufsteigen und liefert regelmäßig Erfolgsberichte ab (beste Schule im Kreis). Als Briesenbach, Wanzkas Nachfolger als Schulrat, für sich selbst einen Nachfolger sucht und Bartureit im Auge hat, rät der von ihm konsultierte Wanzka ab, denn er hält ihn nicht für geeignet. Zudem hat er gemerkt, dass die dem Schulamt gemeldeten Erfolgsmeldungen der Mirenberger Schulleitung nicht der Wirklichkeit entsprechen und nur Fassadencharakter haben (Kap. 17).
- Herbert Seiler: gut aussehender Sportlehrer („Zackzack“), erfahrener Segler, umschwärmt von den Frauen Manthey und Sommerfeld, autoritär–sozialistisch–linientreu, Vertreter der Kollektiverziehung und Watzkas bildungsideologischer und persönlicher Gegner
- Frau Manthey: Musiklehrerin, erzählt oft von ihrem Schwager im Westen und seinem Mercedes, Witwe, hofft vergeblich auf eine neue Verbindung mit Seiler, dann mit Wanzka
- Marlott Sommerfeld: Junglehrerin, grazile, mädchenhafte Erscheinung, schwankt pädagogisch-menschlich in ihrer Zuneigung zwischen Wanzka und Seiler, verlobt sich mit Seiler, trennt sich am Ende des Romans von ihm.
- Stier: Biologielehrer, Raucher, belegt den einzigen Sessel des Lehrerzimmers, Gähnzwang
- Bintzeck: kam 1947 aus dem Westen in die SBZ, Einstellung als Englisch-Lehrer, aber Probleme mit den Eltern und Versetzung nach Mirenberg, Individualist, reist in den Sommerferien durch die Welt und behauptet, sich überall auszukennen, kommentiert jede Situation mit einem Zitat aus der Literatur oder einer Spruchweisheit, erzählt gerne Geschichten mit unsicherem Wahrheitsgehalt, malt Aquarelle, eines davon zeigt ihn in seiner Abneigung gegenüber seinem Beruf. Wanzka interessiert sich für Bintzecks Werke, gewinnt dadurch sein Vertrauen und erhält seine Selbstenthüllung als Geschenk. Auch unterstützt er Wanzka bei Abstimmungen im Kollegium und hätte ihn gern als Freund und Reisegefährten. Doch Wanzka hat eine andere Lebens- und Berufseinstellung.
- Junglehrer Kriegelstein: Chemielehrer, unterstützt Wanzka bei seinem Eintreten für Norbert
- Fräulein Otto: Pionierleiterin, zuerst auf Seilers Seite, kooperiert dann mit Wanzka
- Kirsch, Vogt, Schippel, Frau Romanowski: „Stille Arbeitsbienen“, spielen im Kollegium keine Rolle

Wanzkas Unterstützung des verhaltensauffälligen Norbert bringt ihm Konflikte mit dem Kollegium ein. Es beginnt mit der Aufsässigkeit des Jungen gegenüber Lehrerinnen und Lehrern und seiner Weigerung, Anweisungen auszuführen. Als der Sportlehrer Seiler ihn auffordert, sein Hemd „zackzack“ auszuziehen, und dabei nachhilft, beißt er ihm in die Hand (Kap. 5). Es kommt zum Disziplinarverfahren. Wanzka hat herausgefunden, dass Norbert sich schämte, eine Zeichnung zu zeigen, die Meister Jeromie ihm in Seemannsmanier auf den Oberkörper gemalt hatte, und versucht dies als mildernden Umstand vorzubringen. Doch er wird nicht gehört und Norbert erhält beim Fahnenappell eine öffentliche Rüge.
Zur Auseinandersetzung mit dem Kollegium kommt es, nachdem Frau Manthey, offenbar durch die Rivalität mit Marlott Sommerfeld psychisch instabil, Norbert wegen einer Frechheit geohrfeigt hat (Kap. 8). Die Kolleginnen und Kollegen geben Wanzka die Schuld am undisziplinierten Verhalten seiner 5c und weigern sich, weiterhin in der Klasse zu unterrichten. Die Schulleitung wirft ihm zudem Ablehnung der „Kollektiverziehung“ und Unkollegialität durch individuelles Sektierertum und Eremitendasein in der Dachkammer vor. Während des „Krätzer(=Barsch)weid“ genannten jährlichen Betriebsausflugs im Oktober, einem Anglerwettbewerb auf dem Köblinsee, wird über Wanzkas Klassenlehrerfunktion abgestimmt. Vor dem abschließenden Fischerfest in Groß-Mentowen beraten die „Parteigruppe“ und anschließend der „Pädagogische Rat“, das „Lehrerkollektiv“. Wanzka hat in beiden Gremien jeweils nur einen Fürsprecher, den Hausmeister Pikors und den Individualisten Bintzeck. Damit ist er nicht mehr Klassenlehrer der 5c. Das Fischerfest eskaliert beim Besäufnis mit Bier und Schnaps. Wanzka betrinkt sich maßlos, beschimpft alle, auch Bintzeck, verlässt das Fest und fährt mit dem Zug nach Neuleppin, um dort Zibulka die Entdeckung eines neuen Einstein anzukündigen. Damit endet der erste Teil der Memoiren.
Nach dem Entzug der Klassenlehrerfunktion muss Wanzka aus psychischen Gründen zehn Tage krank pausieren, dann kehrt er an die Schule zurück und arrangiert sich langsam mit dem Kollegium (Kap. 10). Seine Stimmung hat sich eingetrübt, seine Anfangseuphorie ist verschwunden. Er geht Konflikten aus dem Weg, hält sich bei Diskussionen zurück und passt sein Verhalten an, indem er sich einmal am Tag im Lehrerzimmer sehen lässt und mit dem einen und dem anderen ein bisschen plaudert. Das Kollegium wiederum versucht, ihn in gemeinsame Aktivitäten einzubeziehen, z. B. in die Verlobungsfeier Marlotts und Seilers (Kap. 11) oder die Hilfe bei deren Hausbau (Kap. 12). Frau Manthey nähert sich ihm und versucht ihn für einen gemeinsamen Bootskauf oder einen Hausbau zu interessieren. Sie befreunden sich und man spekuliert darüber, ob sie ein Paar werden, aber Wanzka will keine Bindung.
Er unterrichtet jetzt ausschließlich Mathematik in verschiedenen Klassen und bietet nachmittags Förderkurse an. Seine ganze Kraft setzt er jetzt auf einen kreativen Fachunterricht, der die Kinder zum eigenen Nachdenken über Problemlösungen anregt. Die Schulleitung erkennt seine Arbeit an, stattet seinen Sammlungsraum mit neuem Mobiliar aus und nutzt dies für die Imagepflege in der Presse: „Erste Schule im Kreis mit mathematischem Kabinett“ (Kap. 13). Das Klima in der 5c hat sich geändert. Der neue Klassenlehrer Seiler hat die Kinder diszipliniert, durch die Sitzordnung in drei Leistungsgruppen unterteilt und durch sein Sportprogramm an sich gebunden. Während Wanzkas Förderkurse für die höheren Klassen gut besucht sind, nimmt für die 5c nur Norbert teil, und dessen Förderung verlagert sich in die Wohnung des Lehrers und erweitert sich auch auf andere Gebiete der Bildung: Geschichte, Geographie, Politik usw.
Wanzka wirkt im vierten und letzten Jahr als Lehrer in Mirenberg ruhiger als früher, er verfolgt aber konsequent seinen Weg. Am Beispiel Norbert Knieps werden der Methodenstreit und die gegenseitigen Antipathien zwischen Wanzka und Seiler deutlich. Während der eine das Mathematik-Genie fördert, seine Schwächen in der Rechtschreibung und Zeichensetzung zu behandeln sucht und sich bei Regelverstößen und Trotzreaktionen für den Schüler einsetzt, stuft Seiler ihn immer mehr herab. Ein Streitpunkt von Anfang an ist die Atzung der von einigen Jungen aufgezogenen Eulen und Käuze mit jungen Sperlingen, was Seiler und seine Pioniere als Tierquälerei verurteilen. Wanzka hat anfänglich, in Erinnerung an seine eigene Kindheit, Verständnis für die Schüler, überredet sie dann zur Fütterung mit Wurstabfällen. Nun verlangt Seiler die Freilassung der Tiere, wogegen sich die Jungen wehren, weil sie fürchten, die Vögel hätten in der Gefangenschaft den Jagdinstinkt verloren und würden verhungern. Norbert provoziert Seiler durch die Befehlsverweigerung und soll deshalb aus der Pioniergruppe ausgeschlossen werden. Wanzka verhindert dies. Ihm gelingt die Umwandlung der Strafe in Arbeitsdienststunden (Kap. 16), und nach Rücksprache mit der Vogelwarte übernimmt er selbst die Renaturierung der Eulen (Kap. 15).
Zu einer Grundsatzdiskussion zwischen Seiler und Wanzka über die richtige Pädagogik kommt es auf einer Konferenz (Kap. 18), als Seiler als Klassenlehrer den Antrag stellt, Norbert wegen seiner Disziplinverstöße nicht an der Mathematik-Kreisolympiade in Neuleppin als Vertreter der Schule teilnehmen zu lassen. Zum ersten Mal plädiert Marlott öffentlich für Wanzkas Bildungsideen und bezeichnet Seilers Vorstellungen als „leeres Stroh“ und „Schablonen“, nach denen jeder Schüler zurechtgeschnitten werde. Um eine Abstimmungsniederlage zu vermeiden, zieht Wanzka den Antrag zurück (Kap. 18). Der nächste Streitpunkt ist Wanzkas Antrag auf Norberts Zulassung zur Erweiterten Oberschule in Neuleppin (Kap. 19) Auch dies wird mehrheitlich unter Führung Seilers abgelehnt. Doch diesmal gibt es vier Ja-Stimmen, u. a. von Marlott. Sie bestärkt Wanzka darin, sich nicht damit abzufinden, dass Norbert eine Schuhmacherlehre bei Meister Jeromie beginnen wird.
Durch Marlott Sommerfelds Aufforderung beflügelt, unternimmt Wanzka nach seiner Pensionierung an Stelle seiner lange geplante Reise nach Descansar einen Alleingang an den Institutionen vorbei. Er fährt mit seinem Schützling nach Berlin zur Endrunde der Mathematikolympiade (Kap. 19), überzeugt Professor Rebrek, der das Patronat übernommen hat, von Norberts Begabung und erreicht seine Teilnahme. Dieser wird Zweiter, hat die besten Lösungsideen und erhält einen Platz an der Heinrich-Hertz-Oberschule. Wanzka unterbricht die Rückfahrt in Neuleppin und besucht Zibulka, um ihm den Erfolg mitzuteilen und ihm anzubieten, wieder als Schulrat zu arbeiten: „Vier Jahre sind nun um […] ich hab vielerlei dazugelernt […] ich bin erst fünfundsechzig“. (Nr. 73)

### Marlott Sommerfeld
Der bildungsideologische Gegensatz zwischen Seiler und Wanzka überlagert sich mit der Rivalität um die Gunst Frl. Sommerfelds. Die Junglehrerin erscheint verspätet zum Schulbeginn und Wanzka erfährt den Grund während eines gemeinsamen Spaziergangs durch die Stadt: Sie bezweifelt ihre Eignung zur Lehrerin und erklärt, sie wollte eigentlich Veterinärmedizinerin werden. Während sie meint, jeder könne unterrichten, sieht er eine Begabung und Berufung als Voraussetzungen. Als Symbol nennt er die Wünschelrute als Instrument des Pädagogen, um Wasser zu finden. Sie setzt dagegen auf die Wissenschaft. Sie erinnert ihn an Anka, er verliebt sich in sie und lädt sie ins Strandrestaurant ein. Dabei vermutet er richtig, dass sie zu einer Segelpartie mit Seiler verabredet ist, ihn aber durch die Ablehnung seiner Einladung nicht verletzen möchte. Beim Fischerfest des Kollegiums stimmt Marlott für Seilers Antrag, tanzt anschließend angetrunken, von den Kollegen angefeuert, wild Twist und küsst Seiler. Wanzka interpretiert das als ihren Wechsel ins feindliche pädagogische Lager (Kap. 8). Er hat Marlott von Anfang an mehrmals vor Seiler gewarnt und versucht, sie von seiner „Wünschelruten“-Pädagogik zu überzeugen. Inzwischen sieht sie selbst, dass ihre Partnerwahl und der Hausbau in der Siedlung ein Irrtum waren (Kap. 14, 17 und 18). Bei der Abstimmung über Norberts Empfehlung für die Oberstufe unterstützt sie Wanzkas Vorschlag. Am Ende der Romanhandlung trennt sie sich von Seiler und unterbricht ihre Tätigkeit in Mirenberg für ein zweijähriges „Direktstudium“ in Erfurt. Im letzten Gespräch mit Wanzka, in dem sie ihn auffordert, bei Norberts Förderung nicht aufzugeben, wird ihre Wandlung deutlich. Zum Abschied schickt sie ihm einen Strauß Kornblumen, in Erwiderung seines Verlobungsgeschenks und als Dank für seine Entwicklungshilfe, und erinnert ihn an seinen Rat: die pädagogische Wünschelrute.

## Form
Wellms Schulroman wird von der Hauptperson Gustav Wanzka in der Ich-Form erzählt. Die Handlung beginnt mit seiner Pensionierung und führt weiter zum Rückblick auf seine vierjährige Lehrertätigkeit. Eingeblendet sind Erinnerungen an einzelne Lebensetappen. Der Roman ist in zwei Teile (mit insgesamt 19 Kapiteln und 74 Abschnitten) gegliedert, die jeweils mit Wanzkas Niederlage im Streit um sein reformpädagogisches Konzept enden: Teil 1 nach dem ersten, Teil 2 nach dem vierten Jahr an der Schule. In den beiden letzten Kapiteln vereinigen sich Rückblick und Rahmenhandlung. Durch eine Deus ex machina–Lösung (Professor Rebrek in Berlin) siegt Wanzka im Streit um die Zukunft Norberts über seinen Rivalen Seiler.

## Rezeption
Im Nachwort zum Roman werden die Editionsgeschichte und die Rezeption in der DDR dargestellt: Wellms Roman zeigt autobiographische Züge und seine Figuren haben reale Vorbilder.
Der Autor begann im Frühjahr 1963 mit dem Schreiben und übergab im Mai 1967 sein Manuskript dem Aufbau-Verlag. Bis zur Veröffentlichung im folgenden Jahr gab es auf den verschiedenen Beratungs- und Entscheidungsebenen kontroverse Diskussionen, ob der Roman gedruckt werden sollte: Das Lektorat des Verlags drängte auf die Änderung das pessimistischen Schlusses, um die Genehmigung der Zensur zu erhalten und bestellte zwei Gutachten zur Absicherung. Sie brachten ein zustimmendes und ein ablehnendes Ergebnis. Hauptkritikpunkt war der Inhalt: Wanzkas pädagogische Vorstellungen und seine Auseinandersetzung mit der zentral geplanten sozialistisch-preußischen DDR-Volksbildung. Der Streit um die Veröffentlichung erreichte die Regierung: Die Ministerin für Volksbildung Margot Honecker unterlag in ihrer Ablehnung der Bewertung des Vorsitzenden des Staatsrats Walter Ulbricht, und der Roman wurde gedruckt. Er erschien zuerst als Vorabdruck in der Studentenzeitung „Forum“ (1968, Hefte 14–17). Die Buchveröffentlichung regte die öffentliche Leserdebatte an, z. B. in der „Deutschen Lehrerzeitung“, in der kulturpolitischen Wochenzeitung „Sonntag“ und darauf in allen großen Tages- und Wochenzeitungen der DDR. Das ist ein „Indiz dafür, dass Wellm einen Nerv der Zeit getroffen hatte. Der Roman wurde in erster Linie nicht als Kunstwerk gelesen, sondern als Beitrag zur Verständigung über gesellschaftliche Lebensfragen.[…] alle Versuche der Kulturpolitik [versagten], die Wirkung [des] erschienenen Buches zu kanalisieren.“ Jedoch gelang es den Gegnern, die Verfilmung durch DEFA (Planung des Regisseurs Frank Beyer und des Szenaristen Jurek Becker) und Fernsehen lange Zeit zu verhindern. Erst kurz vor Ende der DDR kam eine TV-Produktion zustande (s. Adaption). Inzwischen waren von dem Roman in der DDR eine Viertelmillion Exemplare verkauft worden.
In der Zeit kontroverser Diskussionen über seinen Roman wurde der Autor mit mehreren Preisen ausgezeichnet: 1969 mit dem Fritz-Reuter-Preis des Bezirks Schwerin und mit dem Heinrich-Mann-Preis der Deutschen Akademie der Künste (Ost-)Berlin sowie 1976 mit dem Nationalpreis der DDR.
Die Rezensionen der BRD-Zeitungen waren überwiegend positiv: „Entdeckung“, „Grundlage für ein gemeinsames Gespräch zwischen Pädagogen beider deutscher Staaten“. „Wanzka hätte sich auf die Reise nach Descansar begeben sollen, wo immer dieser Traumort des Romantitels liegt.“ In einer Würdigung der FAZ, 35 Jahre nach der Publikation wird die Beurteilung des Romanschlusses aus der Kritik vom Dezember 1968 wiederholt: „Das [letzte] Kapitel wirkt wie angeklebt. Wellm wollte es so. Es paßt nicht zu der Geschlossenheit der vorausgehenden Erzählung, die eher eine Novelle als ein Roman ist.“

## Adaption
Erst im letzten Jahr der DDR, 1990, zeigte das Fernsehen die Pause-für-Wanzka-Verfilmung von Vera Loebner mit Kurt Böwe in der Rolle des Wanzka. Das Ende des Romans wurde verändert. In einer tristen Schneematschlandschaft verabschiedet sich Wanzka von seinem begabten Schüler. „Diese Szene hätte vermutlich erneut heftige Debatten entfacht. Aber der Film kam zu spät. Die DDR ging gerade unter und mit ihr der Film.“